# Lina Nordstrand
Lina Nordstrand, född 1990, är en svensk journalist, förläggare och författare.
Hon har studerat litteraturvetenskap, journalistik, engelska och franska. År 2012 startade hon Vilja förlag som ger ut lättläst litteratur för unga och vuxna. Vilja förlag är en del av Nypon förlag, som sedan 2018 ingår i Studentlitteratur.
Lina Nordstrand har även skrivit böckerna Lilla integrationshandboken (2016) och Lilla integrationshandboken för företag (2017) tillsammans med Malin Eirefelt.
Lina Nordstrand är dotter till Lena Maria Nordstrand och barnbarn till författaren Hans Peterson.